# Banijay
Banijay SAS (nekada Banijay Entertainment, a kasnije Banijay Group) jedan je od najvećih međunarodnih proizvođača i distributera sadržaja s preko 150 produkcijskih kuća na 22 teritorija i višežanrovskim katalogom koji sadrži preko 100 000 sati originalnog programa. Sa sjedištem u Parizu, tvrtku je u siječnju 2008. osnovao Stéphane Courbit.
Tvrtka se tijekom godina proširila višestrukim akvizicijama, uključujući kupnju Zodiak Media 2016. i Endemol Shine Group 2020., kada je usvojila svoj trenutni naziv.
Grupa predstavlja neke od najpopularnijih televizijskih formata, uključujući Big Brother, Survivor, Uzmi ili ostavi, Otok iskušenja, MasterChef i Mijenjam ženu, a također proizvodi scenaristički program kao što su Wallander, Peaky Blinders i Black Mirror.  

## Povijest
12. siječnja 2009. Banijay je kupio 51% španjolske produkcijske kuće Cuarzo Producciones, 50% njemačkog producenta Brainpool TV 2. srpnja i cijelu televizijsku diviziju filmskog studija sa sjedištem u Kopenhagenu Nordisk Film 12. listopada. U ožujku 2010. Banijay je za neotkrivenu količinu kupio američku produkcijsku tvrtku Bunim / Murray Productions.
U rujnu 2012. Banijay je stekao većinski udio u australskoj produkcijskoj tvrtki Screentime, koja je uključivala novozelandsku diviziju (Screentime New Zealand) i 49% udjela u irskom proizvođaču Shinawil koja je prodana 2015. Iste godine francuski slavni kanal Non Stop People i H2O Productions Cirila Hanoune postali su novi članovi Grupe, a 2013. slijede talijanski producent Ambra Multimedia i španjolski producent DLO Producciones.
U travnju 2014. Banijay je pokrenuo Banijay Studios North America u Los Angelesu u Kaliforniji. 9. siječnja 2015. Banijay je kupio Stephen David Entertainment sa sjedištem u New Yorku.
U srpnju 2015. Banijay Group najavila je da će se spojiti sa Zodiak Media; spajanje je završeno u veljači 2016. Vivendi je također postao dioničar 2016.
2017. godine Banijay je kupio BlackLight Television, Blast and Fearless Minds u Velikoj Britaniji, pokrenuo YellowBird UK i kupio Shauna Events u Francuskoj. U srpnju te godine Banijay je objavio da je kupio produkcijsku kompaniju Survivor Castaway Television Productions.
U veljači 2018. Banijay Group je stekla britansku tvrtku Wonder. Neon Ink Productions u veljači s Banijay Studios Italy, Banijay Asia i Banijay Productions Germany stvoreni su u lipnju te godine. Portocabo i Terence Films također su postali članovi grupe 2018. godine.
U listopadu 2018. Banijay je započeo napredne pregovore o stjecanju suparničke Endemol Shine Group, sporazumom odobrenim godinu dana kasnije, 26. listopada 2019.
U listopadu 2019. Good Times i Funwood Media postali su dio grupe, a tvrtka je pokrenula zajedničko ulaganje The Natural Studios zajedno s Bearom Gryllsom i Delbertom Shoopmanom.
Dana 30. lipnja 2020., Europska komisija odobrila je Banijayovu kupnju Endemol Shine-a. Kupnja je dovršena 3. srpnja 2020. godine, čime je Banijay preuzeo svoje sadašnje ime i povećao se sa svojih 16 teritorija na 22. U novije vrijeme potpisao je ugovor s Ninteen11, produkcijskom tvrtkom. 

## Programi
- All Together Now
- Big Brother
- Bigg Boss
- Život na vagi
- Broadchurch
- Black Mirror
- The Crystal Maze
- Uzmi ili ostavi
- Fear Factor
- Home and Away
- Hunted
- The Island with Bear Grylls
- Keeping Up with the Kardashians
- Lego Masters
- Location, Location, Location
- MasterChef
- Mijenjam ženu
- Mr. Bean
- Mister Maker
- One Born Every Minute
- Only Connect
- Peaky Blinders
- Pointless
- Shipwrecked
- Simon's Cat
- Survivor
- Versailles
- The Wall
- Totally Spies!
- Tri, dva, jedan – kuhaj!
- Tri, dva, jedan - peci!
- Tvoje lice zvuči poznato
- Wipeout

## Vanjske poveznice
- http://www.endemol.com/